# Mathieu Criquielion
Mathieu Criquielion (Aat, 27 april 1981) is een Belgisch wielrenner. Hij was actief tot in het seizoen 2009, waar hij zijn carrière afrondde in de ploeg van Willems Verandas.
Mathieu Criquielion is een zoon van Claude Criquielion.

## Palmares
- 2004
  - 1e - 1e etappe van de Tour du Brabant Wallon
- 2006
  - 10e - Omloop van het Waasland
- 2008
  - 11e - Grand Prix Pino Cerami
  - 13e - 2e etappe van Ronde van Luxemburg